# Adel i Finland

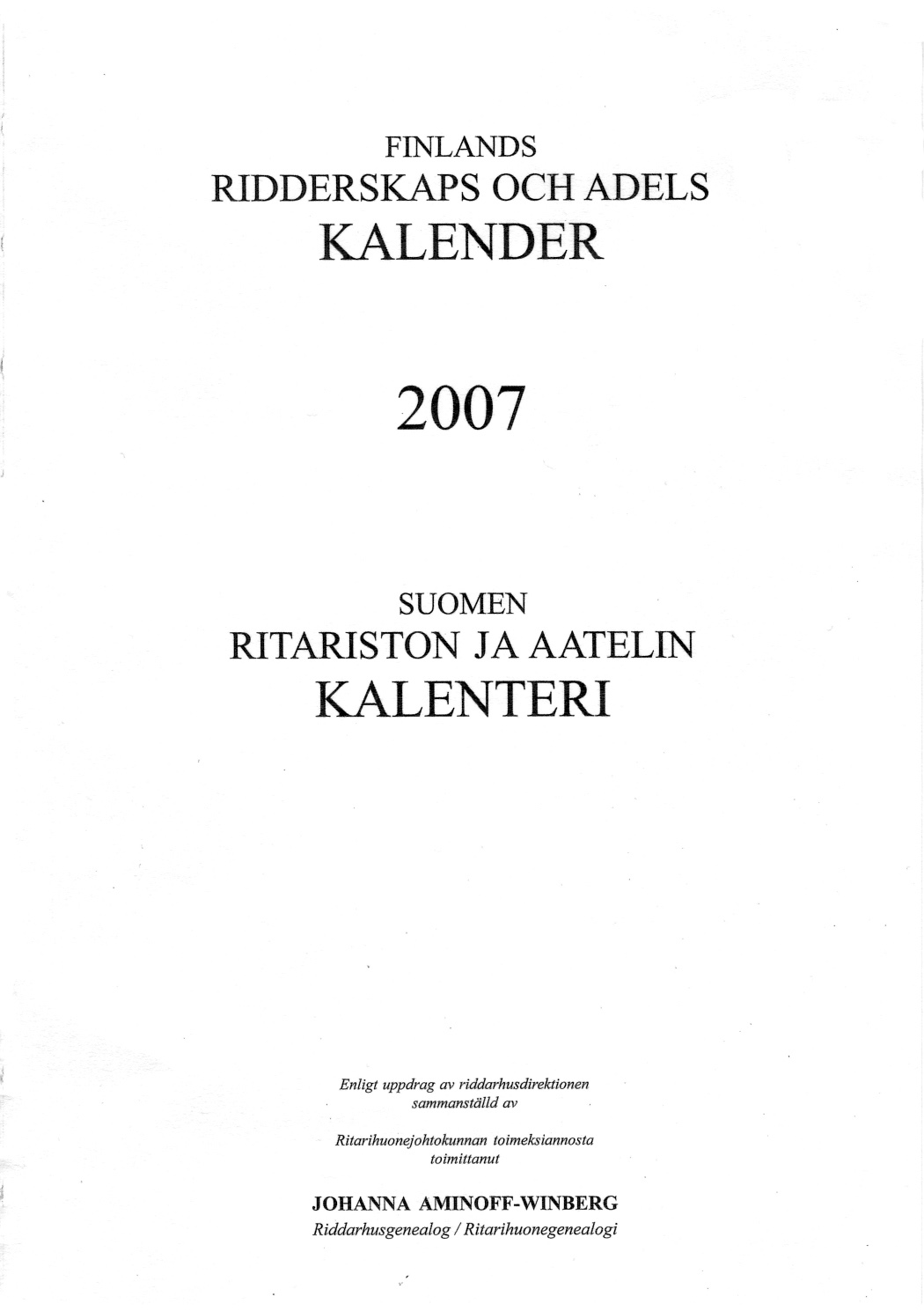

Adeln i Finland (finska: Aateli) var en samhällsklass i Finland som formellt var privilegierad. Adeln har inte avskaffats i Finland, fastän den har förlorat sina privilegier. Adelsätternas medlemmar registreras i adelsmatrikeln.

## Bakgrund
Förekomsten av adel i Finland har sin bakgrund i att landet tidigare var en del av en monarki, före 1809 en del av Sverige och därefter 1809–1917 ett storfurstendöme inom Kejsardömet Ryssland. I dag har adeln inga särskilda privilegier i Finland.
Bland den finländska adeln finns både ätter som adlades under den svenska tiden och sådana som adlades under den ryska tiden. Medlemmarna av den finländska adeln har traditionellt huvudsakligen varit svensktalande och har därför använt den svenska språkformen av sina titlar. Den finländska adeln omfattar idag ungefär 6 800 personer (uppgift från 2001). Ätten Blåfield, med anor tillbaka till 1476, är den äldsta idag bestående finländska adelsätten.
Den finländska adeln finns förtecknad i Finlands Ridderskaps och Adels kalender som utkommer vart tredje år.

## Svenska tiden
Under den svenska tiden, fram till 1809, var principer för adlande och privilegierna de samma i Finland som i övriga delar av svenska riket. Ett särdrag för Finland under medeltiden var dock en ganska omfattande lågadel och halvadel som bland annat uppkom på grund av insatser inom gränsförsvaret österut.

## Ryska tiden

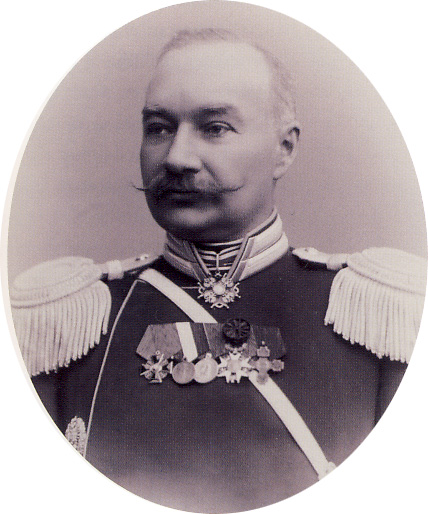
August Langhoff

Adelsståndet i Finland hade representation vid Finlands lantdag i Storfurstendömet Finland från 1809 till 1906. När adelsståndet inkallades vid Borgå lantdag i mars 1809 bestod det av de i Finland representerade ätterna från det svenska adelsståndet, som de dittills tillhört. Finlands riddarhus inrättades 1818.
År 1833 fick Finland sin enda furstliga adelsätt, Menschikoff, i och med att generalguvernören Aleksandr Sergejevitj Mensjikov togs upp med denna värdighet. Ätten Menschikoff är numera utdöd som finländsk adelsätt.
Den siste att adlas i Finland blev August Langhoff som 1912 upphöjdes i friherrligt stånd.

## Republiken Finland
Adelsprivilegierna i form av skattefrihet avskaffades i Finland 1920 när övergång till inkomst- och förmögenhetsbeskattning skedde. Formellt upphävdes de sista ståndsprivilegierna, inklusive de som införts i Sverige 1723, genom en lag 1995.